# Frederike Koleiski
Frederike Charlotte Koleiski (* 25. August 1987 in Wesel) ist eine deutsche Leichtathletin, die im Behindertensport antritt.

## Werdegang
In ihrer Jugend war Frederike Koleiski von ihrer späteren Erkrankung noch nicht beeinträchtigt und war als Leichtathletin beim Weseler TV aktiv. Nebenbei spielte sie auch Handball. Mit 15 Jahren wurde sie Nordrhein-Meisterin im Kugelstoßen und stellte für diesen Wettbewerb die Rekordweite von 14,50 Metern auf. Sie wurde in den Bundeskader berufen und konnte in verschiedenen Wettbewerben regelmäßig gute Ergebnisse erzielen. Ab 2009 konnte sie aufgrund starker Rückenprobleme jedoch nicht an weiteren Wettkämpfen teilnehmen. Erst zwei Jahre darauf wurde eine Autoimmunerkrankung der Nerven, die in den Bereich der Polyneuropathie fällt, diagnostiziert. Trotz eines aufwändigen Behandlungsprozesses ist ihr rechter Fuß gelähmt und die Muskulatur in vielen Körperbereichen erschlafft.
2013 wandte sich Koleiski wieder dem Sport zu, indem sie eine Leichtathletik-Trainerlizenz erwarb und bei Eintracht Duisburg eine Tätigkeit als Trainerin für Kinder begann. Daneben nahm sie im folgenden Jahr ein Psychologiestudium an der Fernuniversität in Hagen auf. Am Ende des Jahres 2014 stieg sie selbst wieder ins Training ein und widmete sich erneut den Disziplinen Kugelstoßen und Diskuswurf. In beiden Disziplinen erfüllte sie die jeweilige Norm für die Leichtathletik-Weltmeisterschaften der Behinderten 2015, welche im Oktober dieses Jahres in Doha stattfanden. Bei den Weltmeisterschaften erlangte sie im Kugelstoßen als Drittplatzierte die Bronzemedaille und belegte im Diskuswurf den vierten Platz. Im Diskuswurf qualifizierte sie sich für die Teilnahme an den Sommer-Paralympics 2016 in Rio de Janeiro. Die von ihr bevorzugte Disziplin Kugelstoßen wird im Rahmen der Paralympics nicht ausgetragen. Mit einer Weite von 30,34 Metern belegte sie beim Diskuswurf in Rio de Janeiro den vierten Rang.